# Парк Максимир
Парк-шума Максимир, прва у југоисточној Европи, отворена је 1794. године на иницијативу бискупа Максимилијана Врховца. Године 1839. дао ју је измените у енглеском пејзажном стилу бискуп Јурај Хаулик. Архитектонски објекти већином су дела градитеља Фрање Шихта. У парку од 316 ha (3.15 km²) је очувана флора и фауна низинских шума, ау њему се налази и пет језера (што природних, што вештачких).
На јужном крају парк-шуме налази се Зоолошки врт града Загреба.
Име парка носе и градска четврт која обухвата територију оближњих градских насеља, и стадион НК Динама.

## Истакнутији објекти
- Швајцарска кућа (саграђена 1842, обновљена 2005),
- Видиковац киоск (најистакнутији објекат перивоја), саграђен 1843,
- Павиљон еко (саграђен 1840, обновљен 2001),
- Капела св. Јурја (саграђена 1880).

## Галерија слика
- Главни улаз
- Парк-шума Максимир
- Зоолошки врт града Загреба
- Могила